# Чикума (тежък крайцер, 1938)
Чикума (на японски: 筑摩) е тежък крайцер на Императорските ВМС на Япония, вторият представител от типа „Тоне“. Втори кораб с това име в японския военноморски флот. Названието „Чикума“ е в чест на горното течение на река Шинано в префектура Нагано. В миналото това име носи турбинен бронепалубен крайцер, който служи в ЯИФ в периода 1912 – 1931 г.
Построен в Нагазаки в периода 1935 – 1939 г. В хода на бойните действия на Тихоокеанския театър на военните действия през Втората световна война в края на 1941 – първата половина на 1942 г. крайцерът участва в Хавайската операция, превземането на Нова Гвинея и Нидерландските Източни Индии, похода в Индийския океан, Мидуейското сражение. Участва и в сраженията между авионосните съединения при Източните Соломонови острови и при островите Санта Крус. През 1944 г. крайцерът участва в сраженията при Марианските острови и в залива Лейте, в хода на което е тежко повреден от американската авиация и потопен от японски разрушител.

## История на службата
След влизането си в строй „Чикума“, заедно с главния кораб на серията – „Тоне“, формират 8-а дивизия тежки крайцери. Преди войната в Тихия океан, корабите успяват да извършат три похода към бреговете на Китай и да вземат участие в големия морски преглед в Йокохама в чест на годишнината от основаването на Японската империя.

### От Пърл Харбър до Мидуей
В преддверието на войната 8-а дивизия крайцери („Чикума“ и „Тоне“) под командването на контраадмирал Хироаки Абе влиза в състава на Ударното авионосно съединение (Кидо Бутай) под командването на адмирал Чуичи Нагумо и взема участие в атаката на Пърл Харбър. В тази операция крайцерите от типа „Тоне“ за първи път трябва да бъдат използвани по прякото си предназначение – да осъществяват далечно разузнаване на съединението. Хидросамолетите на „Чикума“ и „Тоне“ стават първите японски самолети, появили се на 7 декември 1941 г. над остров Оаху. Те имат задачата да уточнят разположението на американските кораби. В операцията участват два самолета с „Чикума“: хидросамолет E13A следи за състоянието на времето, а E8N провежда разузнаване на стоянката на американските линейни кораби. На обратния път „Чикума“ съпровожда 2-а дивизия самолетоносачи (Хирю и „Сорю“) в рейда против остров Уейк. По време на разузнаването на острова от зенитен огън е свален един хидросамолет, пилотите на който са спасени.
Съпровождането на Ударното авионосно съединение е основната задача на 8-а дивизия тежки крайцери през целия първи етап на войната. Крайцерът „Чикума“ участва в операцията по превземане на Рабаул. На 24 януари самолетите на крайцера нанасят бомбен удар по Адмиралтейските острови. В началото на февруари крайцерът участва в безуспешния опит за прихващане на американското авионосно съединение малко преди това атакува атола Куаджалин. След това крайцерите прикриват японските самолетоносачи в рейда против порт Дарвин (Австралия).
След похода към австралийските брегове, 8-а дивизия крайцери участва в превземането на Ява. По време на тази операция крайцерът „Чикума“ нееднократно пуска в действие своята артилерия. На 1 март 1942 г. хидросамолет на крайцера открива холандския съд „Моджокерто“ (Modjokerto) с водоизместимост 8806 тона. Вечерта на същия ден той е потопен от огъня на тежките крайцери „Чикума“ и „Тоне“ и разрушителите „Касуми“ и „Ширануи“ (2 дивизион разрушители).
Вечерта на същия ден от „Чикума“ е засечен американският разрушител „Едсол“ (Edsall), по който е открит огън от 203-мм оръдия. Скоро към „Чикума“ се присъединяват вторият крайцер от дивизията и линейните кораби „Хией“ и „Киришима“. В крайна сметка се случва възможно най-неравния бой в историята. Четирите японски тежки кораба изстрелват по разрушителя общо 1335 снаряда (в т.ч. 297 14-дюймови и 844 8-дюймови), но не успяват да му нанесат фатални повреди. Те даже му позволяват да се приближи и да произведе торпедна атака над „Чикума“ и да го обстреля с остарелите си 102-мм оръдия. Необходима е атаката на 26 пикиращи бомбардировача D3A, за да се обездвижи американския кораб, след което той е окончателно потопен от артилерията на „Чикума“.
На 4 март крайцера „Чикума“ потопява още един холандски съд – „Енгано“ (Enggano), с водоизместимост 5513 тона, който преди това е повреден от хидросамолет на тежкия крайцер „Такао“. На 5 март самолетите на крайцера участват в нападението над Чилачап.
След сраженията в Яванско море, крайцерите на 8-а дивизия съпровождат японските самолетоносачи в хода на рейда в Индийския океан и атаките на портовете на Цейлон (Коломбо и Тринкомали). В тази операция самолетите на крайцера не изиграват особено значителна роля. След завръщането в Япония, „Чикума“ е използван в неуспешното преследване на американското авионосно съединение, извършило първото авионападение над Японските острови („рейдът на Дулитъл“)
В края на май 8-а дивизия е отново придадена на Ударното авионосно съединение, което се насочва за удара по атола Мидуей. В хода на операцията хидросамолетите от „Чикума“ активно се използват за разузнаване на базата на Мидуей и издирването на американските кораби. Независимо от катастрофалния изход на боя, самолетите на „Чикума“ действат ефективно. Един E13A успява да открие „Йорктаун“ (USS Yorktown (CV-5)) и да наведе по него японските самолети на своите самолетоносачи. Тежко повреденият в хода на нападенията американски кораб, на 6 юни, е отново открит от хидросамолети на „Чикума“, един от които (E13A пилотиран от Хара Хисащи) продължава наблюдението докато не загива, напълно изразходвал горивото си (или възможно свален от американски изтребител). Втори самолет съобщава координатите на „Йорктаун“ на японската подводница I-168, която в крайна сметка го потопява. Така, благодарение на авиогрупата на „Чикума“, е удържана единствената победа в битката при Мидуей. Самият крайцер безуспешно се опитва да прикрие със своята зенитна артилерия самолетоносача „Хирю“.
След разгрома при атола Мидуей, командващия японския флот адмирал Ямамото се опасява от активизация на действията на американците в района на Алеутските острови, за това натам са спешно изпратени подкрепления, в т.ч. и останалата „без работа“ 8-а дивизия тежки крайцери. Обаче операцията за превземането на островите Киска и Ату преминава без съпротивление от противника и в началото на юли крайцерът „Чикума“ се връща на Японските острови.

### Кампания при Соломоновите острови
През лятото на 1942 г. центъра на сраженията на войната в Тихия океан се премества в района на Соломоновите острови, където се разгръщат ожесточените боеве за остров Гуадалканал. Крайцера „Чикума“ отново е назначен да съпровожда и осъществява далечното разузнаване на възроденото Ударно съединение в състава на отряда на първа линия. Този път той е временно придаден на 7-а дивизия тежки крайцери (командващ – адмирал Шийоджи Нишимура), в която влизат крайцерите „Кумано“ и „Судзуя“.
В състава на новото съединение „Чикума“, на 24 август 1942 г., участва в боя при Източните Соломонови острови. Сутринта на 24 октомври цели седем от самолетите на крайцерите на 8-а дивизия участват в търсенето на американските кораби. Хидросамолета E13A на „Чикума“ (пилот – енсин Фукуяма Казутоши) за пореден път е съпътстван от успеха: през деня той успява да открие американските самолетоносачи „Ентърпрайз“ (USS Enterprise (CV-6)) и „Саратога“ (USS Saratoga (CV-3)). Сам японският самолет е свален, но успява да наведе на американското съединение ударна авиогрупа. В хода на атаките „Ентърпрайз“ е силно повреден и японския командващ взема решение да се настигне и унищожи със силите на тежките крайцери. Хидросамолетите на „Чикума“ активно се използват в търсенето, но безуспешно.
 На 26 октомври крайцерът отново влиза в бой, участвайки в боя при островите Санта Крус. Този път 8-а дивизия отново действа съвместно в състава на Предния отряд на Ударното авионосно съединение. Този път хидросамолетите на „Чикума“ не успяват да окажат голяма помощ в боя, а самия кораб е повреден в хода на нападението на втората вълна американски самолети от самолетоносача „Хорнет“ (USS Hornet (CV-8)). Около 9 сутринта 9 пикиращи бомбардировача „Дъглас SBD-3 Донтлес“ (ескадрила VB-8) атакуват крайцера, постигайки две попадения. Две 454-кг бомби попадат в носовата надстройка, наводнени са две котелни отделения по левия борд. Благодарение на своевременните действия на екипажа, които изхвърлят зад борда торпедата, е избегната гибелта на кораба, тъй като едната от бомбите детонира в торпедното отделение. Скоро крайцерът е атакуван от три „Даунтлеса“ на „Ентърпрайз“. Една бомба, попаднала в кърмовата част, унищожава един от хидросамолетите и разрушава катапулт. Няколко близки разрива причиняват допълнителни повреди на корпуса. На кораба загиват 190 души и 154 са ранени, в т.ч. и командира на кораба – капитан 1-ви ранг Кейджо Комура. Въпреки това, кораба на свой ход, в съпровождение на разрушителите „Уракадзе“ и „Таникадзе“, достига базата на остров Трук. Там е проведен първичен ремонт и крайцера се насочва за Куре, където се ремонтира целия декември на 1942 г.

### Кампания 1943 г.
След ожесточените боеве и големи загуби в района на Соломоновите острови, японския флот рязко ограничава своята активност, готвейки се за решаващи схватки в отбранителни сражения. Тъй като авионосните съединения през цялата 1943 г. извършват само кратки излизания в морето, „Чикума“ през цялата първа половина на годината не взема участие в боеве, само един път за кратко посещава предната база на остров Трук. През юли 1943 г. корабът, в състава на съединение бойни кораби, доставя в Рабаул подкрепления. През втората половина на годината японците активизират използването на своите тежки крайцери, опитвайки се да прихващат с тях американските съединения. Този път за корабите на 8-а дивизия е решено да се използват като артилерийски кораби наравно с останалите тежки крайцери. Така през втората половина на септември „Чикума“ в състава на крайцерското съединение участва в засадата при атола Ениветок. Японското командване разчита, че именно там ще бъде нанесен поредния удар след атаките на американските самолетоносачи против островите Гилбърт. Обаче операцията преминава безрезултатно.
 След месец крайцерът в състава на ударната група тежки крайцери отново плава към атола Ениветок, този път като реакция на атаката на американците над островите Уейк. Но и тази операция не води до среща с противника. Обаче третия опит за прихващане на американските самолетоносачи завършва с голямо поражение. На 5 ноември „Чикума“ в състава на отряда от седем тежки крайцера пристига в Рабаул за участие в атаката над американските кораби в района на остров Бугенвил. Но тяхното пристигане е разкрито от разузнаването на противника и на 7 ноември по Рабаул е нанесен мощен авиоудар от самолетите на самолетоносачите „Саратога“ и „Принстън“ (USS Princeton (CVL-23)). Всички тежки крайцери получават повреди различна степен на тежест. „Чикума“ пострадва най-малко от всички от близки разриви и още на следващия ден, на свой ход напуска базата, връщайки се на Трук. В края на ноември 1943 г. „Чикума“ и другите крайцери отново излиза към атолите Ениветок, Куаджалейн и Уодж, надявайки се да прихване американските десанти, които малко преди това превземат островите Гилбърт. Както и предходните опити походите завършват неудачно – японците не успяват да прихванат нито едно американско съединение.

### Походи през 1944 г.
Загубите на кораби водят до реорганизация на японския флот. На 1 януари 1944 г. е разформирувана 8-а дивизия тежки крайцери и „Чикума“ е включен в състава на 7-а дивизия (освен него в нея влизат „Судзуя“, „Кумано“ и „Тоне“). През февруари японското командване предприема рейд на тежки крайцери в Индийския океан. „Чикума“ и „Тоне“, благодарение на своите разузнавателни възможности, най-добре подхождат за тази операция. Обаче рейда завършва след като на 9 март близо до Кокосовите острови японците потопяват английския параход „Бихар“ (Behar), с водоизместимост 7840 тона. Опасявайки се, че крайцерите ще бъдат прихванати от превъзхождащи сили, командването им заповядва да се върнат в Сингапур. Това е последния опит да се използват надводни кораби против корабоплаването на съюзниците от страна на японците.
Вече всички надежди на японското командване са свързани с решаващо сражение против американския флот. Според плана на командването, основните сили на японския флот трябва да встъпят в бой, в случай на атака на американците против Марианските острови. Заедно с наземната авиация, самолетите на 9 самолетоносача трябва да нанесат съкрушителен удар по противника, след което тежките артилерийски кораби е планирано да се използват за преследване на отстъпващия враг. „Чикума“ заедно със 7-а дивизия влиза в състава на Авангардното съединение под командването на вицеадмирал Такео Курита. Този път крайцера трябва да се използва изключително като артилерийски кораб.
В хода на сражението при Марианските острови, на 19 юни японската палубна авиация е почти напълно унищожена в слабо резултатните атаки над американските съединения. В хода на ответния удар на палубната авиация на САЩ и атаките на подводници по ядрото на японците те губят потопени и повредени болшинството от своите самолетоносачи (3 потопени и 4 повредени). Гибелта на болшинството японски пилоти фактически поставя кръст на японската палубна авиация. „Чикума“ в хода на сражението осъществява противовъздушна отбрана на съединението, не получавайки никакви повреди.

### Боя при остров Самар и гибел
През есента на 1944 г. се случва най-голямото морско сражение в Тихия океан. След десанта на американците на остров Лейте, японското командване хвърля в боя почти всичките си налични сили. 7-а дивизия тежки крайцери влиза в състава на Първо ударно (или „Централно“) съединение на японския флот под командването на адмирал Курита. Негова задача е атака над десантните сили на противника в залива Лейте, докато в същото време главните сили на американския флот са увлечени в борба със „Северното“ и „Южното“ съединения.
По пътя към набелязаната цел съединението нееднократно е подложено на атаки в морето Сибуян, обаче „Чикума“ успява да избегне повредите. На 25 октомври съединението влиза във Филипинско море и при остров Самар атакува съединението на американските ескортни самолетоносачи под охраната на разрушители. В хода на сражението американците задействат цялата достъпна им авиация на 6 ескортни самолетоносача, като в същото време японския флот стоварва върху тях цялата мощ на своята артилерия.
Крайцерът „Чикума“ взема активно участие в боя и, най-вероятно, има решаваща роля в потопяването на самолетоносача „Хембиер Бей“. Освен това той нанася повреди на разрушителите „Херман“ и „Семюел Л. Робъртс“, който по-късно потъва. Обаче около 9.00 крайцерът получава попадение от торпедоносец TBM „Авенджър“ (пилот Ричард Дейчман) на ескортния самолетоносач „Манила Бей“. Попадението от торпедо води до снижаване на скоростта и загуба на управляемост. В 11.00 две нови попадения на торпеда от самолетите на ескортния самолетоносач „Киткен Бей“ водят до наводняването на машинното отделение и спиране на кораба.
Към това време, японският флот вече отстъпва назад. През деня, примерно в 14.00, обездвиженият кораб е атакуван от самолети на ескортните самолетоносачи „Омани Бей“ и „Натома Бей“. Още две попадения на торпеда поставят кръст на опитите да се спаси кораба. Останалите живи членове на екипажа са свалени от разрушителя „Новаки“. Той торпилира крайцера, и го потопява в точката с координати 11°22′ с. ш. 126°16′ и. д. / 11.366667° с. ш. 126.266667° и. д. Обаче и „Новаки“, в нощта на 26 октомври, е настигнат и потопен от американските крайцери заедно с целия си екипаж и спасените моряци от „Чикума“.
Тежкият крайцер е изключен от списъците на флота едва на 20 април 1945 г.

## Командири
- 18.5.1938 – 1.11.1938 капитан 1 ранг (тайса) Томекити Рюдзаки (на японски: 龍崎留吉);
- 1.11.1938 – 20.5.1939 капитан 1 ранг (тайса) Саичиро Томонари (на японски: 友成佐市郎)[6];
- 20.5.1939 – 20.10.1939 капитан 1 ранг (тайса) Хидехико Нишио (на японски: 西尾秀彦)[7];
- (изпълняващ длъжността) 20.10.1939 – 15.11.1939 капитан 1 ранг (тайса) Тейджо Хара (на японски: 原鼎三)[8];
- 15.11.1939 – 1.11.1940 капитан 1 ранг (тайса) Шинтаро Хашимото (на японски: 橋本信太郎)[9];
- 1.11.1940 – 11.8.1941 капитан 1 ранг (тайса) Гунджи Когуре (на японски: 小暮軍治)[10];
- 11.8.1941 – 10.11.1942 капитан 1 ранг (тайса) Кейджо Комура (на японски: 古村啓蔵)[11];
- 10.11.1942 – 20.1.1943 капитан 1 ранг (тайса) Цуто Араки (на японски: 荒木伝)[12];
- 20.1.1943 – 7.1.1944 капитан 1 ранг (тайса) Кадзуе Сигенага (на японски: 重永主計)[13];
- 7.1.1944 – 25.10.1944 капитан 1 ранг (тайса)[Коментари 2] Сайджи Норимицу (на японски: 則満宰次)[14].

## Коментари
1. ↑  Официално е класифициран като крайцер клас A (ко-кю дзюнъйокан).
2. ↑  Посмъртно повишен до звание контраадмирал (шошо).